# Letitia Christian Tyler
Letitia Christian Tyler (New Kent County, Virginia, 12 de novembro de 1790 - Washington D.C., 10 de setembro de 1842) foi a primeira esposa de John Tyler, e a 10.ª primeira-dama dos Estados Unidos de 4 de abril de 1841 até a data de sua morte, ela foi sucedida por Pricila Cooper Tyler, que era sua nora, ela continuou no cargo de forma não-oficial até o presidente John Tyler se casar novamente em 26 de junho de 1844.

## Ligações Externas
(em inglês). na página oficial da Casa Branca Letitia Christian Tyler http://www.whitehouse.gov/about/first-ladies/letitiatyler Letitia Christian Tyler Verifique valor |url= (ajuda) Em falta ou vazio |título= (ajuda)